# Verighetă

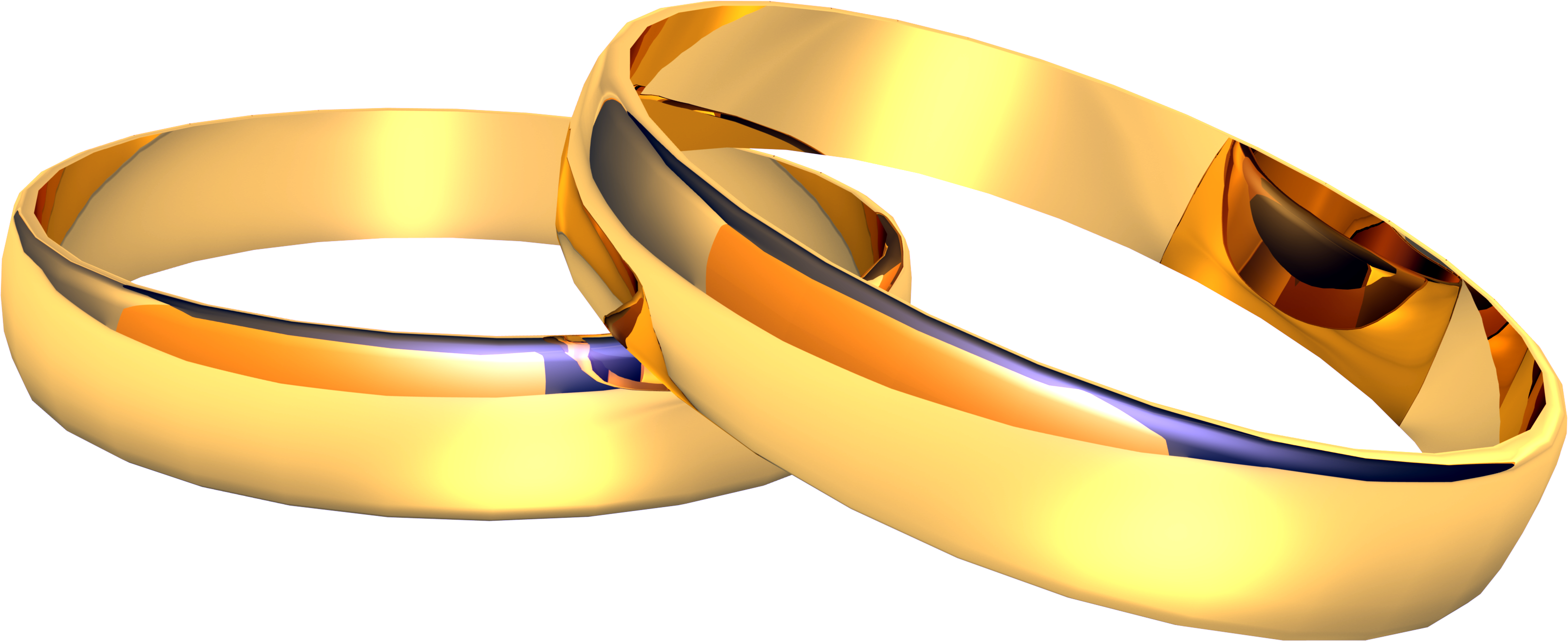
Pereche de verighete

Verigheta este un inel din platină, aur sau argint, simbol al legăturii dintre logodnici sau al uniunii contractate prin căsătoria a două persoane; verigheta  este purtată, de obicei, pe degetul inelar stâng (sau drept), denumit de aceea așa în mai multe limbi. 
Multe persoane își poartă verighetele tot timpul, zi și noapte. Marcând pielea degetului de-a lungul anilor, urma verighetei râmâne vizibilă chiar după scoaterea acesteia de pe deget.

## Etimologie

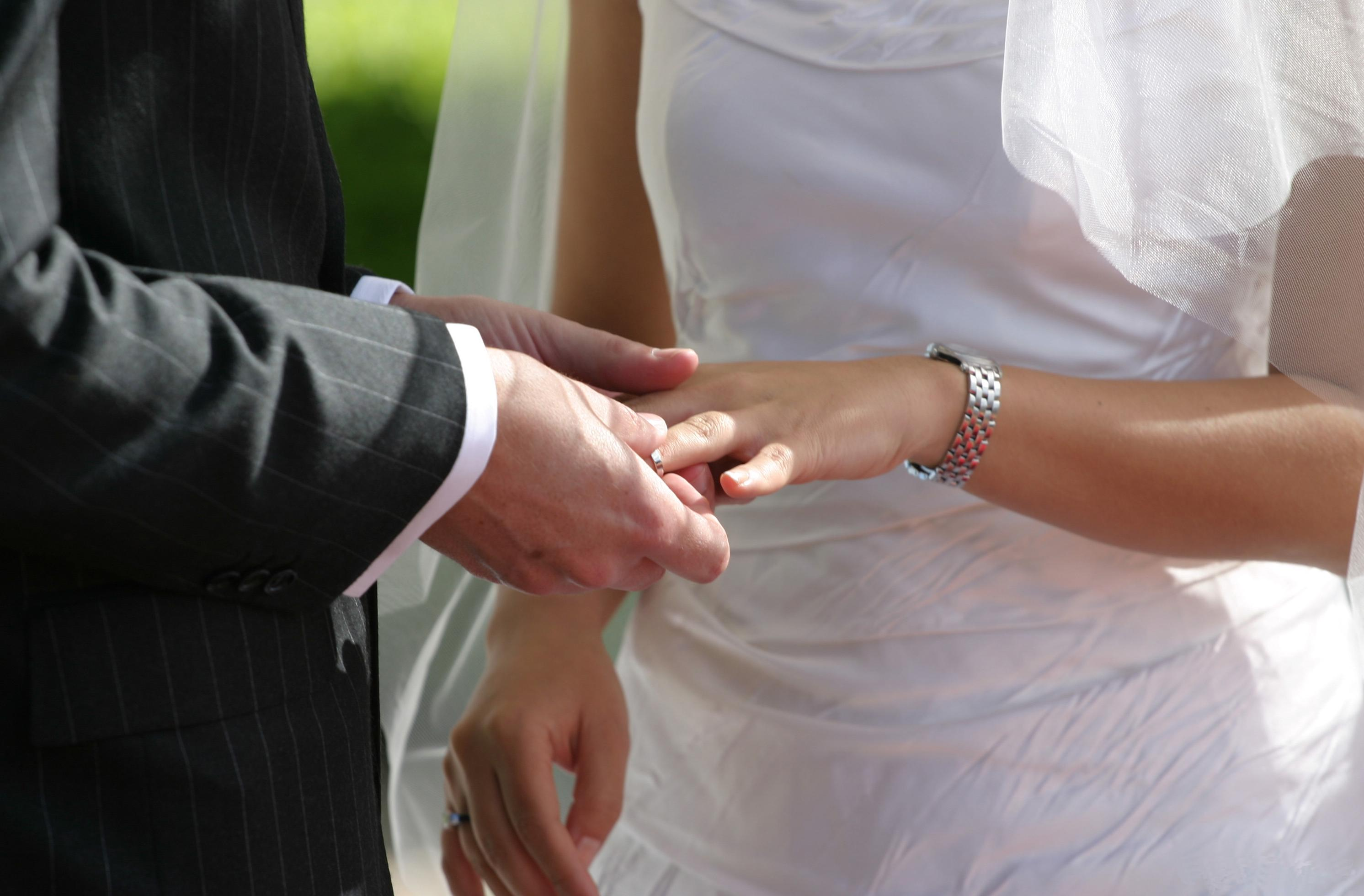
Mirele așază verigheta pe degetul miresei

Substantivul românesc verighetă este un diminutiv al substantivului din română verigă, format cu ajutorul sufixului -etă. La rândul său, cuvântul românesc verigă este împrumutat din limba slavă: veriga.

## Istorie
În timpul lui Plinius, verigheta era din fier, însă din primele secole ale Creștinismului, deja verigheta era din aur.

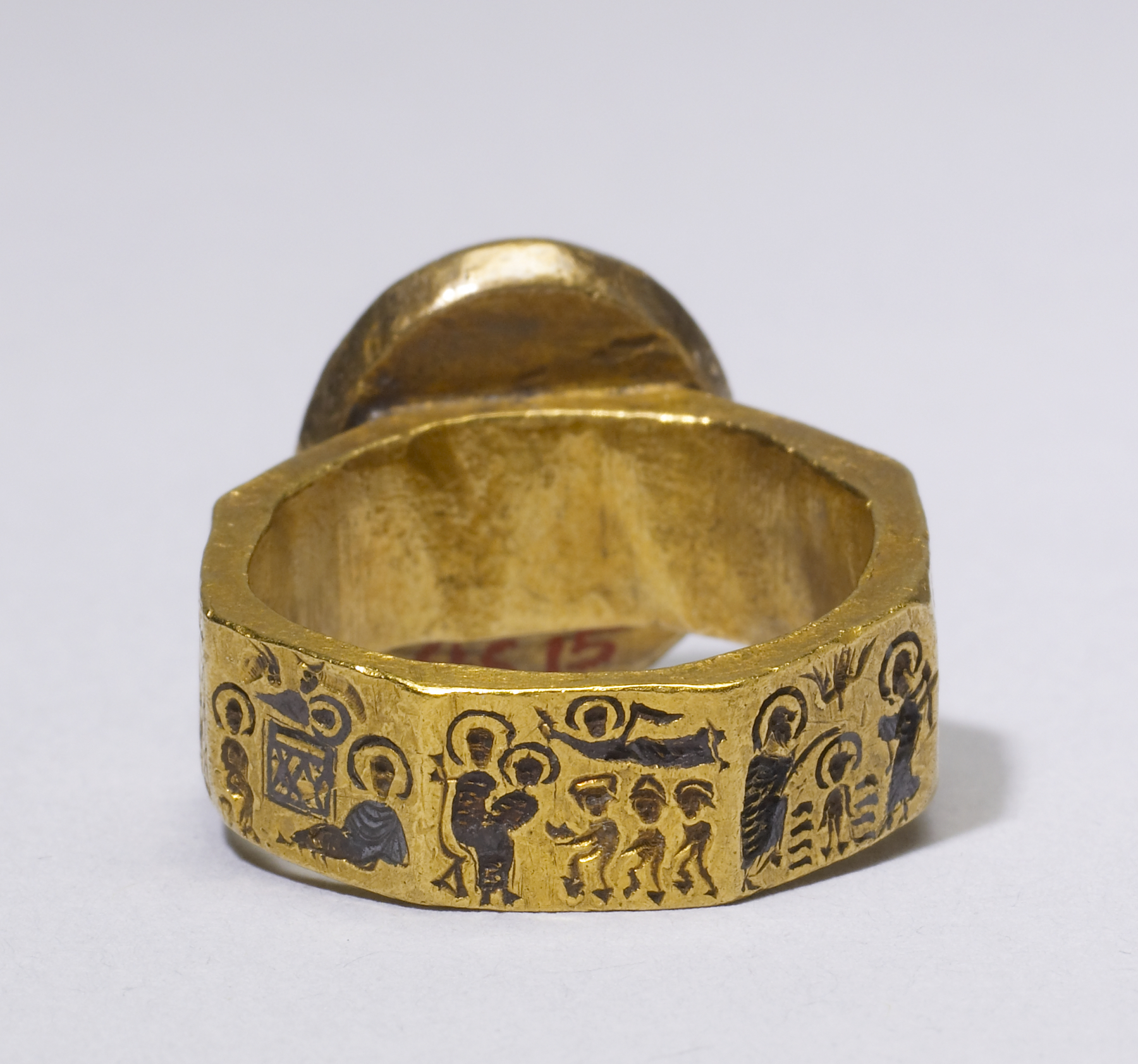
Verighetă bizantină octogonală, cu scene din viața lui Hristos (secolul al VI-lea).

Potrivit epocilor și țărilor, verigheta se poartă la mâna stângă, pe inelar sau chiar pe police (numit și degetul mare). În Evul Mediu, verigheta era purtată, de preferință pe inelarul mâinii drepte. Abia începând din secolele al XVI-lea și al XVII-lea, a început să fie purtată pe inelarul stâng. În Spania, cu excepția Cataloniei, în Grecia, Ungaria, Polonia, Regatul Unit, Federația Rusă, în țările nordice și în Germania, verigheta este purtată, de preferință, pe inelarul drept. În Țările de Jos, catolicii poartă verigheta pe inelarul stâng, iar protestanții pe inelarul mâinii drepte. În România, în  Franța, Italia, verigheta este purtată, de preferință, pe inelarul mâinii stângi.
Creștinii poartă verigheta ca simbol al credinței, al iubirii reciproce și al armoniei. Sfântul Isidor de Sevilla (cca 560-636), în celebra sa Etymologiae, scria că verigheta se așază pe inelarul stâng întrucât există o venă care ajunge de la inimă.
De-a lungul anilor, verigheta a devenit un obiect de modă, ceea ce face ca din când în când, ea să-și schimbe stilul. Până la începutul anilor 2000, verigheta era fină (doi milimetri grosime), după 2000, ea este, în general, mult mai groasă (peste cinci milimetri). De asemenea, a trecut de la culoare unică (aur galben, aur alb, aur roșu, platină sau argint) spre o bijuterie bicoloră (de exemplu aur alb și aur galben), de la un simplu inel la două inele concentrice compuse din aceste două culori. Unele verighete sunt împodobite cu un diamant, acestea fiind destinate mai ales femeilor.

## Compoziție și stiluri
În națiunile occidentale, verighetele sunt adesea forjate din aur, paladiu, platină, aliaje de argint, titan, wolfram sau mai recent, silicon. Gravurile obișnuite pe interiorul inelului includ numele soțului cuiva, numele ambilor soți, data nunții sau o expresie semnificativă pentru soți. În multe țări, inelele de logodnă sunt simple, în timp ce verigheta miresei este de obicei bijuterie.
Unele obiceiuri includ verigheta ca un cadou final, care poate fi și inelul de logodnă, oferit în mod tradițional ca un cadou de logodnă. Acest obicei era practicat în Roma antică.

## În legende
Inelul care a fost oferit de Siegfried Brunhildei (Brünhild) ca zălog de dragoste și fidelitate, în tetralogia Inelul Nibelungilor de Richard Wagner, este ceea ce numim astăzi o simplă verighetă. 